# CentoVetrine
CentoVetrine è una soap opera italiana andata in onda in prima visione dal 2001 al 2016, per un totale di 3318 episodi. È una delle due sole soap autoprodotte dalle reti Mediaset: l'altra è Vivere.
La distribuzione in prima visione di CentoVetrine è stata effettuata da due reti italiane: Canale 5, che ha trasmesso quasi integralmente la serie a partire dall'8 gennaio 2001 fino all'8 agosto 2016; e Rete 4, che l'ha trasmessa per un breve periodo compreso dal 15 dicembre 2014 al 10 marzo 2015. Nel corso degli anni della prima visione, la serie è stata anche venduta ad alcuni Paesi dell'Europa orientale, in cui è stata distribuita doppiata.

## Trama
La soap è ambientata nel centro commerciale immaginario "CentoVetrine", situato ai piedi delle Alpi, appena fuori Torino. Il fondatore del centro commerciale è Ettore Ferri, che compra il terreno prima occupato da circensi, fa costruire l'edificio e avvia l'attività con i soldi che ha rubato alla defunta moglie, Marta Levi.
Inizialmente al vertice di "CentoVetrine" c'è Ettore Ferri, fondatore e proprietario dell'azienda. Subito sotto di lui ci sono il socio Ivan Bettini e la figlia Anita Ferri, lui come amministratore delegato, lei come vice presidente e redattrice della rivista Cento dopo numerose vicende oggi a capo c'è sempre Ettore con il 98% dell'azienda, Laura Beccaria come redattrice della rivista Cento e Sebastian Castelli come vice presidente dopo che Carol Grimani gli cede il suo 2%.
La serie racconta le storie di alcuni personaggi impiegati o legati all'immaginario centro commerciale: storie d'amore e di passione, tradimenti, vendette, ma anche lotte per il potere e scontri dinastici.
Subito il proprietario del centro commerciale è Ettore Ferri, capostipite della famiglia Ferri. Poi, quando lui viene creduto morto di tumore (in realtà è in coma in una clinica in Svizzera), la proprietà della holding, e quindi del centro commerciale, passa alla famiglia Della Rocca. L'altra famiglia a capo della holding negli ultimi anni è quella dei Castelli.
Intorno a loro ruotano le vicende delle seguenti altre famiglie: i Monti, i Bettini, gli Andreasi, i Riva e i Salani.

## Produzione
La serie era autoprodotta dalle reti Mediaset mediante le aziende controllate Mediavivere e RTI. 
Il 24 dicembre 2011 uscì la notizia del possibile mancato rinnovo dei contratti dei lavoratori di Mediavivere. Un mese più tardi, il 20 gennaio 2012, venne data invece la notizia del rinnovo dei contratti. Il 13 aprile 2012 si parlò ancora della possibile chiusura della soap, le cui riprese avrebbero dovuto arrivare allo stop definitivo nella prima settimana di agosto. La decisione di riprendere o meno la produzione venne quindi rimandata al mese di ottobre, mentre i primi ciak, dopo l'interruzione, slittarono a febbraio 2013. La settimana successiva, il settimanale TV Sorrisi e Canzoni smentì la chiusura ma affermò che ci sarebbe stato un calo del ritmo produttivo.
Nel mese di novembre 2012 nuove voci parlarono di un possibile rinnovo della soap. Diversi settimanali pubblicarono la notizia del rinnovo per altre 200 puntate da produrre a partire dal mese di aprile 2013.
L'11 febbraio 2013 la produzione annunciò che le riprese della soap riprenderanno il 3 aprile e che sarebbero state prodotte ulteriori 192 puntate, da mandare in onda a partire dal 13 settembre 2013.
Il 13 marzo 2015 venne comunicata da Mediaset la sua cancellazione ufficiale dall'elenco delle proprie serie in produzione. La soap fermò la sua messa in onda con la puntata 3.245, le rimanenti 73 puntate andarono in onda tra marzo e aprile 2016 in prima visione sul canale televisivo privato albanese Top Channel (canale 335 del satellite), rete ammiraglia del gruppo Top Media.
In Italia le ultime puntate della soap andarono in onda in prima visione dal 7 giugno all'8 agosto 2016 al mattino su Canale 5.
In seguito alla chiusura di CentoVetrine, il gruppo Mediaset ha definitivamente rinunciato a produrre una propria soap opera, limitandosi ad acquistare soap e telenovela dai network televisivi di altri Paesi. CentoVetrine e Vivere rimangono quindi le due sole soap opera autoprodotte da Mediaset. L'azienda affiliata Mediavivere, che aveva prodotto le due predette soap opera, è stata messa in liquidazione nel 2016.

## Colonna sonora
Le musiche della soap sono state composte da Silvio Amato; la sigla era la canzone La storia mia con te di Gianni Morandi. La sigla iniziale era cantata da Morandi nella prima stagione e negli appuntamenti in prima serata nel 2012, mentre dalla seconda stagione era strumentale. Generalmente dal lunedì al giovedì la sigla finale era strumentale, mentre il venerdì (a partire dal 12 gennaio 2001) era cantata. Ma, a causa del palinsesto Mediaset, la puntata "clou" del venerdì non è sempre andata in onda di venerdì, per cui la sigla finale cantata da Morandi la si poteva ascoltare anche in altri giorni della settimana.

## Cast
Nella soap sono rimasti solamente due attori sempre presenti sin dalla prima puntata, ovvero Elisabetta Coraini (Laura Beccaria) e Sergio Troiano (Valerio Bettini), anche se lo stesso Valerio Bettini negli ultimi anni della soap non ha più avuto trame di rilievo. Un altro attore, Roberto Alpi (Ettore Ferri), è stato particolarmente attivo, eccetto il periodo 2004-2008. Due attrici e un attore seppur interpretando personaggi minori, sono stati da sempre presenti nel cast di Centovetrine, Clara Droetto (Agnese, la governante di Villa Ferri), Emanuela Tittocchia (Carmen Rigoni, la commessa dell'Agenzia di viaggi nelle prime stagioni e poi l'amica, confidente e collega di Laura Beccaria, che poi ha comunque più rilievo nelle trame principali della soap) e Cristian Stelluti, l’agente (Foti) di polizia poi promosso ad ispettore, da sempre al fianco del commissario Bettini con cui ha condiviso tutte le scene in commissariato e molte delle situazioni action.

### Curiosità
L'attore Aron Marzetti che ha interpretato il personaggio di Brando Salani, benché sia rimasto in scena più di tre anni, un periodo più lungo di alcuni personaggi protagonisti, con delle trame sempre avvincenti, è rimasto sempre nel cast secondario anche se aveva un ruolo da protagonista. Lo stesso vale per l'attore Giancarlo Previati, che sino al 2006 interpretò il medico Davide Accardi, zio di Gabriele Andreasi.
Alcuni attori, nel corso degli anni, hanno interpretato ruoli diversi all'interno della soap opera:
Pascal Persiano ha interpretato prima il personaggio di Leonardo Valli, il cattivo ucciso da Massimo Forti (Luca Ward), poi il medico Davide Lisino, amico di Daniele Ferrari (Enrico Mutti);
Carlotta Lo Greco ha interpretato due ruoli a distanza di anni, prima è stata Elda Ponti, l'amica attrice di Francesca, figlia di Laura e Valerio e poi ha interpretato Bianca, la sorella di Matteo de Gregorio;
Bianca Galvan, che nel 2002 interpretò Wanda, amica di Ugo Monti, torna nel 2011 nel ruolo di Costanza Sabian;
Francesca Francone nel 2008 ha interpretato Jennipher, una fidanzata di Niccolò mentre nel 2011 e nel 2012 ha interpretato Tea;
Gustavo La Volpe, che è stato presente nel 2012 nel ruolo del dott. Giulio Domizi, nel 2007 aveva interpretato Mario Guttermahn, testimone che scagionò Marina Kröger dall'accusa di tentato omicidio di Ettore;
Massimiliano Vado che nel 2009 e nel 2011 ha interpretato Zeno Bauer, nel 2005 aveva interpretato Riccardo Greco;
Daniela Fazzolari dal 2001 al 2005 interpreta Anita Ferri, mentre dal 2011 al 2013 e di nuovo nel 2014 è ritornata con il ruolo di Diana Cancellieri Ferri, la sorella minore identica di Anita.

### Cast principale
| Interprete                                                    | Personaggio                       | Periodo                         | Puntate                                                                        |
| ------------------------------------------------------------- | --------------------------------- | ------------------------------- | ------------------------------------------------------------------------------ |
| Claudia Alfonso                                               | Paola Ventura                     | 2010-2011                       | 2048-2296                                                                      |
| Roberto Alpi                                                  | Ettore Ferri                      | 2001-2002, 2003-2004, 2008-2016 | 1-420, 630-773, 1784-2944, 3015-3318                                           |
| Mary Asiride                                                  | Fatima Hazim                      | 2001-2002                       | 1-200, 355-367, 444-447                                                        |
| Ivan Bacchi                                                   | Walter Caridi                     | 2006-2007                       | 1381-1640                                                                      |
| Raffaello Balzo                                               | Nicolò Castelli                   | 2009-2011, 2012                 | 1838-2425; 2573-2576                                                           |
| Andrea Bermani (2001-2002) Luca Bastianello (2009-2010, 2011) | Federico Bettini                  | 2001-2002, 2009-2010, 2011      | 2-290 (principale), 1969-2107, 2467-2477 (ricorrente)                          |
| Jgor Barbazza                                                 | Damiano Bauer                     | 2009-2016                       | 1969-3318                                                                      |
| Elena Barolo                                                  | Vittoria della Rocca              | 2005-2007                       | 970-1200, 1253-1260, 1382-1385                                                 |
| Alex Belli                                                    | Jacopo Castelli                   | 2010-2016                       | 2133-3318                                                                      |
| Raffaella Bergé                                               | Marina Kröeger (nata Savini)      | 2001-2004, 2007-2008            | 177-773 (ricorrente 177-290, principale 291-773), 1525-1729, 1772 (principale) |
| Lina Bernardi                                                 | Sophie Rousseau                   | 2001-2005, 2011                 | 29-720 (principale) 2295 (ricorrente)                                          |
| Luca Biagini                                                  | Edoardo della Rocca               | 2005-2009, 2013                 | 961-1872 (principale), 1959-1966, 1995-1997, 2936, 3267-3269 (ricorrente)      |
| Serena Bonanno                                                | Elena Novelli Ferri in Corsini †  | 2001-2002, 2003                 | 1-442, 454                                                                     |
| Danilo Brugia                                                 | Stefano della Rocca               | 2005-2009                       | 966-1777, 3266-3318                                                            |
| Massimo Bulla                                                 | Gabriele Andreasi                 | 2001-2005                       | 1-1104                                                                         |
| Luca Capuano                                                  | Adriano Riva                      | 2008-2012                       | 1614-2646                                                                      |
| Giusi Cataldo                                                 | Matilda Herrera-Diaz              | 2011-2014                       | 2427-2724, 2782-2785, 2893-2900, 3020-3075, 3111-3134                          |
| Glenda Cima                                                   | Silvia Saint Clair (nata Grimani) | 2007                            | 1388-1548                                                                      |
| Barbara Clara                                                 | Viola Castelli                    | 2011-2016                       | 2210-3318                                                                      |
| Linda Collini                                                 | Cecilia Castelli                  | 2008-2016                       | 1790-3318                                                                      |
| Elisabetta Coraini                                            | Laura Beccaria                    | 2001-2016                       | 1-3316                                                                         |
| Michele D'Anca                                                | Sebastian Castelli                | 2010-2016                       | 2140-3318                                                                      |
| Stefano Davanzati                                             | Corrado Braschi                   | 2008-2010                       | 1778-2121                                                                      |
| Marianna de Micheli                                           | Carol Grimani (nata Carla Savini) | 2007-2016                       | 1385-3318                                                                      |
| Eleonora di Miele                                             | Alessia Righi                     | 2008-2011                       | 1647-2108, 2412-2447                                                           |
| Alessandro Etrusco                                            | Riccardo Braschi                  | 2008-2009                       | 1791-2022                                                                      |
| Marco Falaguasta                                              | Michele Raggi                     | 2006-2008                       | 1243-1698                                                                      |
| Roberto Farnesi                                               | Giuliano Corsini                  | 2001-2003                       | 1-451                                                                          |
| Daniela Fazzolari                                             | Anita Ferri †                     | 2001-2005                       | 1-960                                                                          |
| Daniela Fazzolari                                             | Diana Cancellieri Ferri           | 2011-2013, 2014                 | 2501-2944, 3038-3118                                                           |
| Luca Ferrante                                                 | Matteo de Gregorio                | 2007-2009                       | 1455-1870                                                                      |
| Pietro Genuardi                                               | Ivan Bettini                      | 2001-2014                       | 1-3052                                                                         |
| Vanessa Gravina                                               | Claudia Corelli                   | 2003-2004                       | 471-744                                                                        |
| Serena Iansiti                                                | Lavinia Grimani                   | 2007-2011                       | 1388-1870 (principale) 2075-2097, 2215-2345 (ricorrente)                       |
| Carlotta Lo Greco                                             | Bianca de Gregorio                | 2008-2009                       | 1659-1870                                                                      |
| Melania Maccaferri                                            | Francesca Bettini                 | 2001-2007, 2011                 | 1-1445 (principale) 2295, 2463-2480 (ricorrente)                               |
| Sarah Maestri                                                 | Virginia Forti                    | 2003-2004                       | 512-842                                                                        |
| Sabrina Marinucci                                             | Rosa Bianco                       | 2001-2006, 2011, 2012           | 2-1272 (principale) 2295, 2539-2626 (ricorrente)                               |
| Alessandro Mario                                              | Marco della Rocca                 | 2004-2008, 2015-2016            | 835-1772, 3263-3318                                                            |
| Alessandro Mario                                              | Lorenzo Marasco                   | 2006                            | 1235-1375                                                                      |
| Camillo Milli                                                 | Ugo Monti                         | 2001-2007, 2011                 | 1-1425 (principale) 2295 (ricorrente)                                          |
| Flavio Montrucchio                                            | Alessandro Torre                  | 2002-2007                       | 449-1375                                                                       |
| Enrico Mutti                                                  | Daniele Ferrari †                 | 2007-2009                       | 1518-1942                                                                      |
| Clemente Pernarella                                           | Paolo Monti                       | 2001-2006, 2011                 | 1-1175 (principale) 2295 (ricorrente)                                          |
| Francesca Rettondini                                          | Gloria Santini                    | 2006-2008                       | 1261-1635                                                                      |
| Francesca Reviglio                                            | Benedetta Monti                   | 2001-2006, 2011                 | 2-680 (principale), 710-720, 780-782, 830, 1007, 1075-1112, 2295 (ricorrente)  |
| Luciano Roman                                                 | Leo Brera/Fernando Torrealta      | 2013-2014                       | 2935-3132                                                                      |
| Anna Safroncik                                                | Anna Baldi/Angelica Levi          | 2004-2007                       | 781-1525                                                                       |
| Morena Salvino                                                | Chiara Baldi/Priscilla Levi       | 2004-2007                       | 781-1525                                                                       |
| Anna Stante                                                   | Beatrice Le Goff                  | 2001-2003, 2005                 | 62-680 (principale) 1080-1142 (ricorrente)                                     |
| Sergio Troiano                                                | Valerio Bettini                   | 2001-2016                       | 1-3318                                                                         |
| Caterina Vertova                                              | Rossana Grimani †                 | 2008-2011                       | 1779-2423                                                                      |
| Mirca Viola                                                   | Asia Ricci                        | 2005-2007                       | 970-1385                                                                       |
| Luca Ward                                                     | Massimo Forti                     | 2002-2004                       | 402-835                                                                        |
| Sara Zanier                                                   | Serena Bassani                    | 2008-2013                       | 1795-2933                                                                      |

### Cast ricorrente
| Interprete                 | Personaggio                 | Periodo                   | Puntate                                                |
| -------------------------- | --------------------------- | ------------------------- | ------------------------------------------------------ |
| Beatrice Aiello            | Penelope Diamanti           | 2014-2016                 | 3142-3317                                              |
| Lorena Carla Antonioni     | Teresa                      | 2014-2016                 | stagione 15                                            |
| Euridice Axen              | Monica Grazioli             | 2005-2006                 | 1053-1180                                              |
| Jonis Bascir               | Hamad Al Sharqi             | 2014-2016                 | 3230-3264                                              |
| Francesca Bastone          | Eleonora Cavendish          | 2010-2011                 | 2078-2133, 2428-2447                                   |
| Elena Battaglin            | Michela                     | 2014-2016                 | stagione 15                                            |
| Arianna Bergamaschi        | Roberta Di Leo              | 2009                      | 1833-1901                                              |
| Danilo Bertazzi            | Dott. Giorgio Correntini    | 2011                      | 2424-2451                                              |
| Lavinia Biagi              | Valentina Bosco             | 2009                      | 1883-2026                                              |
| Rosalba Bongiovanni        | Ginevra Accardi             | 2001-2004                 | 87-905                                                 |
| Giorgio Borghetti          | Dott. Giorgio Bandini       | 2014-2016                 | 3063-3316                                              |
| Mario Brusa                | Luigi Imparato              | 2001-2010                 | 2-2286                                                 |
| Andrea Bullano             | Yuri Vetel                  | 2012-2013                 | 2709-2832                                              |
| Bruno Cabrerizo            | Velasco Doné Paro           | 2014-2015                 | 3178-3216                                              |
| Marco Casazza              | Tommaso Grandi              | 2008-2009                 | 1761-1865                                              |
| Vera Castagna              | Dott.ssa Innocenti          | 2010                      | 2177-2209                                              |
| Irma Ciaramella            | Rita Santacroce             | 2008                      | 1690-1768                                              |
| Andrea Colonese            | Pietro Ferri                | 2007-2008, 2010-2012      | 1541-1760, 1816-1820, 1826-1830, 2196-2200, 2295-st.12 |
| Graziella Comana           | Esther Beccaria             | 2007-2009                 | 1559-1859                                              |
| Mario Cordova              | Vittorio Cortona            | 2008-2009                 | 1879-2083                                              |
| Rodolfo Corsato            | Emmanuel Sabian             | 2012                      | 2507-2633                                              |
| Alessandro Cosentini       | Vincent Saint Germain       | 2014-2016                 | 3129-3318                                              |
| Alessandro Cossu           | Dario Stella                | 2010                      | 2174-2284                                              |
| Fabrizio Croci             | Alessio Nisi                | 2011-2012                 | 2491-2636; 2725-2726                                   |
| Elena Cucci                | Sveva Maestri               | 2013-2014                 | 2953-3078                                              |
| Sara D'Amario              | Viviana Guerra              | 2010-2012                 | 2230-2722                                              |
| Paola De Crescenzo         | Erica Landi                 | 2011                      | 2476-2505                                              |
| Gaia De Laurentis          | Gaia Fanizza                | 2015-2016                 | 3214-3257                                              |
| Luciano De Luca            | Jan Moreschi                | 2001                      | 120-139                                                |
| Denitza Diakovska          | Dottoressa Tiziana Gellini  | 2013-2016                 | 2947-3079, 3139-3216, 3241-3276, 3283-3318             |
| Clara Droetto              | Agnese Sala                 | 2001-2016                 | 11-3318                                                |
| Anna Favella               | Alba Boneschi               | 2014-2016                 | 3140-3204                                              |
| Roberta Federici           | Dott.ssa Sabina Luciani     | 2006-2012                 | 1281-2668                                              |
| Milton Danilo Fernàndez    | Thomas Ambrus               | 2010                      | 2125-2145                                              |
| Gabriella Ferrandico       | Elisabetta "Betty" Sabatini | 2001-2004                 | 1-520                                                  |
| Antonella Ferrari          | Lorenza Giraldi             | 2001-2006                 | 190-470, 661-1364                                      |
| Amerigo Fontani            | Maurizio Bassani            | 2008-2012                 | 1796-2062; 2341-2352; 2571-2577                        |
| Camilla Gallo              | Sonia Marenzi               | 2007-2009, 2013           | 1385-1684; 1766; 1815; 1906-1987; 2941-2981            |
| Selene Gandini             | Felicia                     | 2007                      | stagione 7                                             |
| Mario Mattia Giorgetti     | Lorenzo Andreasi †          | 2001                      | 33-167                                                 |
| Brando Giorgi              | Thomas Sironi               | 2012-2013                 | 2704-2886                                              |
| Vanessa Giuliani           | Gemma Giuliani              | 2010                      | 2076-2210                                              |
| Rocco Giusti               | Ascanio Molteni             | 2013                      | 2809-2934                                              |
| Gabriele Greco             | Marcello Colombo            | 2014-2016                 | 3145-3210                                              |
| Jun Ichikawa               | Hong Li                     | 2007-2008                 | 1496-1627                                              |
| Yoon Cometti Joyce         | Sing. Kimia Yang †          | 2012                      | 2674-2705, 2756-2761                                   |
| Riccardo Leonelli          | Valentino Piperno           | 2011                      | 2303-2419                                              |
| Georgia Lepore             | Ludovica Capitani D'Aragona | 2007-2009                 | 1615-1878                                              |
| Liliana Linciano           | Irma De Felice              | 2001-2005                 | 27-1095                                                |
| Raja Lisauskaite           | Jill Anderson               | 2007-2016                 | 1100-3318                                              |
| Lucia Loffredo             | Pilar Kèmpes                | 2009-2010                 | 1959-2117                                              |
| Carlotta Lo Greco          | Elda Ponti                  | 2001                      | 106-165                                                |
| Enrico Lo Verso            | Cedric Saint Germain        | 2014-2015                 | 3056-3222                                              |
| Robert Madison             | Luca Pellegrini             | 2008-2009                 | 1740-1902                                              |
| Lorenzo Majnoni            | Alberto Castelli †          | 2008-2009                 | 1778-1849                                              |
| Paolo Malco                | Francesco Riva †            | 2008-2010                 | 1803-2057, 2153                                        |
| Annamaria Malipiero        | Maddalena Sterling †        | 2012-2013                 | 2684-2804, 2838                                        |
| Dario Manera               | Avvocato Gustav Kobe †      | 2012                      | 2627-2706                                              |
| Marco Marelli              | Alberto Piranesi            | 2003-2004                 | 501-650                                                |
| Aron Marzetti              | Brando Salani               | 2011-2016                 | 2512-3316                                              |
| Manuela Massarenti         | Lucia Ventura               | 2008-2010                 | 1779-2156                                              |
| Martina Melani             | Esmeralda Marin †           | 2011                      | 2410-2493                                              |
| Astrid Meloni              | Martina Roversi             | 2010, 2011                | 2133-2189, 2415-2427                                   |
| Gaia Messerklinger         | Margot Sironi               | 2012-2013                 | 2697-2934                                              |
| Caterina Misasi            | Fiamma Brera                | 2013-2016                 | 2953-3288                                              |
| Cristina Moglia            | Rowena Fassbinder           | 2014-2016                 | 3142-3176, 3218-3318                                   |
| Nadir Mura                 | Pavel                       | 2009                      | 1928-1940                                              |
| Tommaso Neri               | Milo Castelli-Colombo       | 2012-2016                 | 2426-3318                                              |
| Annie Papa                 | Loredana Poggi              | 2009-2010                 | 1966-2014                                              |
| Enrica Pintore             | Alessandra Neri             | 2014-2016                 | 3277-3318                                              |
| Alberto Pozzo              | Attilio Levi †              | 2004                      | 783-789                                                |
| Giancarlo Previati         | Davide Accardi              | 2003-2006                 | 500-1271                                               |
| Fabrizio Pucci             | Giovanni Marconi            | 2009-2010                 | stagione 10                                            |
| Selvaggia Quattrini        | Oriana Daverio †            | 2013                      | 2809-2952, 2990                                        |
| Renato Raimo               | Mauro Zanasi                | 2011-2013, 2014-2016      | 2514-2607, 2724-2825, 3307-3318                        |
| Galatea Ranzi              | Emma Saint Germain          | 2014-2016                 | 3045-3318                                              |
| Chiara Ricci               | Elisa Toscano               | 2007-2008                 | 1553-1642                                              |
| Mariano Rigillo            | Vinicio Corradi †           | 2013                      | 2810-2937, 2986-2992                                   |
| Ruben Rigillo              | Cristiano Salani            | 2012-2014                 | 2555-2977, 3044-3103                                   |
| Barbara Rizzo              | Nadia Mancini               | 2004-2005                 | 891-1085                                               |
| Ketty Roselli              | Flavia Cortona              | 2008-2010                 | 1882-2120; 2150; 2176-2190                             |
| Antonella Ruggiero Dionira | Vanessa Donati              | 2001-2002, 2004, 2005     | 42-281, 743-795, 1202                                  |
| Samuele Sbrighi            | Giacomo Romano              | 2010-2012                 | 2202-2567                                              |
| Gaia Scodellaro            | Frida Baroni                | 2013                      | 2935-3030                                              |
| David Sef                  | Andrés Perelli              | 2010-2011                 | 2144-2347                                              |
| Maria Serrao               | Barbara Samorì              | 2001-2004                 | 218-732                                                |
| Carola Stagnaro            | Donatella De Brandi         | 2011-2012                 | 2362-2485, 2647-2648                                   |
| Margherita Tamanti         | Maya Di Stefano             | 2011-2012                 | 2405-2492, 2690-2691                                   |
| Emanuela Tittocchia        | Carmen Rigoni               | 2001-2003, 2008-2010-2016 | 34-689; 1696-1905; 2317-3318                           |
| Giulia Troiano             | Mara De Simone              | 2001-2002                 | 121-315                                                |
| Annamaria Troisi           | Lucilla Diamanti            | 2014-2016                 | 3293-3317                                              |
| Massimiliano Vado          | Zeno Bauer                  | 2010-2014                 | 2034-2131; 2217-2303; 2408-2496; 2574-2577; 2935-3029  |
| Alessia Ventura            | Eleonora Sorrenti           | 2001                      | 21-195                                                 |
| Jacopo Venturiero          | Adam Vega                   | 2013-2016                 | 2935-3125, 3156-3317                                   |
| Monica Ward                | Daniela Clementi            | 2013                      | 2809-2895                                              |
| Marco Zannoni              | Aurelio Papisca             | 2002-2003, 2005-2007      | 461-597, 972-1422                                      |
| Mario Zucca                | Alberto Giannarelli †       | 2006                      | 1242-1285                                              |

### Guest-star
Durante la soap ci sono state varie guest star che si sono avvicendate sul set:
| Interprete          | Personaggio     | Periodo   | Puntate      |
| ------------------- | --------------- | --------- | ------------ |
| Lucilla Agosti      | Silvia          | 2001      | stagione 1   |
| Hoara Borselli      | Anna            | 2002      | 335-385      |
| Nathalie Caldonazzo | Margaret        | 2007-2008 | stagione 7-8 |
| Fabien Lucciarini   | Fabien Carat    | 2014      | stagione 14  |
| Mita Medici         | Paola Novelli † | 2001      | 2-7          |
| Veronica Pivetti    | violinista      | 2006      | 1304         |
| Antonio Zequila     | Marcello        | 2002      | 341-350      |
| Antonio Zequila     | Don Alfonso     | 2011      | 2304-2376    |

## Episodi
Gli episodi sono divisi originariamente secondo la numerazione riportata qui sotto, nonostante Mediaset Infinity li divida con una numerazione diversa, siccome Mediaset Distribution vendeva a blocchi di 230 puntate l'uno all'estero. Per cui, è più logico dividere anche qui le stagioni secondo la suddivisione attuata durante la messa in onda all'epoca. 
| Stagione                 | Episodi | Puntate   | Prima TV                              | Rete televisiva | Rete televisiva |
| ------------------------ | ------- | --------- | ------------------------------------- | --------------- | --------------- |
| Prima stagione           | 145     | 1-145     | 8 gennaio 2001 - 27 luglio 2001       | Canale 5        | -               |
| Seconda stagione         | 235     | 146-380   | 3 settembre 2001 - 12 luglio 2002     | Canale 5        | -               |
| Terza stagione           | 235     | 381-615   | 2 settembre 2002 - 11 luglio 2003     | Canale 5        | -               |
| Quarta stagione          | 225     | 616-840   | 1 settembre 2003 - 23 luglio 2004     | Canale 5        | -               |
| Quinta stagione          | 215     | 841-1055  | 30 agosto 2004 - 22 luglio 2005       | Canale 5        | -               |
| Sesta stagione           | 225     | 1056-1280 | 2 settembre 2005 - 11 agosto 2006     | Canale 5        | -               |
| Settima stagione         | 231     | 1281-1511 | 28 agosto 2006 - 27 luglio 2007       | Canale 5        | -               |
| Ottava stagione          | 224     | 1512-1735 | 3 settembre 2007 - 1 agosto 2008      | Canale 5        | -               |
| Nona stagione            | 228     | 1736-1963 | 25 agosto 2008 - 31 luglio 2009       | Canale 5        | -               |
| Decima stagione          | 229     | 1964-2192 | 24 agosto 2009 - 30 luglio 2010       | Canale 5        | -               |
| Undicesima stagione      | 234     | 2193-2426 | 23 agosto 2010 - 5 agosto 2011        | Canale 5        | -               |
| Dodicesima stagione      | 270     | 2427-2696 | 23 agosto 2011 - 6 luglio 2012        | Canale 5        | -               |
| Tredicesima stagione     | 238     | 2697-2934 | 28 agosto 2012 - 12 settembre 2013    | Canale 5        | -               |
| Quattordicesima stagione | 192     | 2935-3126 | 13 settembre 2013 - 24 settembre 2014 | Canale 5        | -               |
| Quindicesima stagione    | 192     | 3127-3318 | 25 settembre 2014 - 8 agosto 2016     | Canale 5        | Rete 4          |

La soap è stata girata e trasmessa in 4:3 dalla prima alla decima stagione. A partire dall'episodio 2131 del 6 maggio 2010 della stessa stagione, viene girata in 16:9 e trasmessa prima in 4:3 letterbox, poi in 16:9 anamorfico.
Il 13 ottobre 2009 raggiunge il traguardo delle duemila puntate.
Il 1 febbraio 2011 (episodio 2295), in occasione del decennale della soap, tornano in scena straordinariamente alcuni volti storici della soap: Daniela Fazzolari, Clemente Pernarella, Melania Maccaferri, Sabrina Marinucci, Francesca Reviglio, Camillo Milli, Lina Bernardi.
Con 3318 episodi totali, CentoVetrine risulta essere ad oggi la seconda soap opera più lunga d'Italia. La prima è Un posto al sole.

## Ambientazione

### Ambientazione interna
Le riprese interne venivano effettuate a San Giusto Canavese, provincia di Torino, negli studi di Telecittà. 

#### Centro commercialeCentoVetrine
L'edifico è strutturato in più piani (probabilmente 3) di cui i primi sono adibiti ai negozi e l'ultimo, il più alto, agli uffici della direzione. CentoVetrine è anche fornita di parcheggi sia interni che esterni. 
Al piano terra sono situati i seguenti negozi:
| Nome                 | Caratteristiche   | Titolari | Dipendenti                                                                                             |
| -------------------- | ----------------- | --- | --- |
| Punto Market         | Ipermercato       | Sconosciuto | Sconosciuto                                                                                            |
| Bar                  | Bar pubblico      | Ugo Monti (2001-2006) Michele Raggi e Gloria Santini (2006-2008) Carmen Rigoni (2008-2009) Maurizio Bassani (2009-2010)                                 | Francesca Bettini (2001) Arianna (2001-2012) Federico Bettini (2009) Paolo Monti (2001-2006)           |
| Pub                  | Pub notturno      | Alessandro Torre (2004-2007) Paolo Monti (2004-2005) Michele Raggi e Gloria Santini (2007-2008) Carmen Ritorni (2008-2009) Federico Bettini (2009-2010) | Sconosciuto                                                                                            |
| Elettrik             | Negozio Hi-Fi     | Sconosciuto | Alessandro Torre (2002-2003)                                                                           |
| Donna & Co.          | Boutique          | Laura Beccaria | Elisabetta Sabatini (2001) Elena Novelli Ferri (2001) Matteo de Gregorio e Lavinia Grimani (2007-2009) |
| Elisir               | Profumeria        | Rosa Bianco (2001-2006) Alessia Righi (2008-2009) | Eleonora Sorrenti (2001) Bianca de Gregorio (2008-2009)                                                |
| Bacco di vino        | Enoteca           | Sconosciuto | Sconosciuto                                                                                            |
| I viaggi del sole    | Agenzia viaggi    | Fatima Hazim (2001-2002) | Carmen Rigoni (2001-2003) Beatrice Le Goff (2001-2003)                                                 |
| Le vie della seta    | Boutique di lusso | Sconosciuto | Sconosciuto                                                                                            |
| Gioielleria Manfredi | Gioielleria       | Gioielliere Manfredi | Scnosciuto                                                                                             |

### Ambientazione esterna
Le riprese esterne, che costituivano la parte minoritaria, venivano invece effettuate a Torino.

## DVD
I primi cinquanta episodi della prima stagione sono stati racchiusi in un cofanetto contenente 6 DVD e messi in vendita nel 2007. 
Una collana esclusiva di dieci DVD intitolata "Le più belle storie d'amore" è stata invece pubblicata nel 2011 da Fivestore, in occasione del decennale della soap. Il 23 marzo 2010 è uscito il primo cofanetto riguardante la storia d'amore tra Anita Ferri e Marco Della Rocca, e Alessandro Torre e Francesca Bettini. Nelle settimane successive, sono usciti i restanti 9 cofanetti riguardanti le storie tra Marina Kröeger ed Ettore Ferri, Elena Novelli Ferri e Giuliano Corsini, e Carol Grimani e Stefano Della Rocca, con tanto di contenuti extra, interviste ai protagonisti, una visita guidata con Pietro Genuardi alla scoperta dei retroscena della soap e un racconto di Daniele Carnacina, produttore creativo della soap, su come è nata.

## Ascolti

### CentoVetrine in daytime e preserale
Partita con poco più di tre milioni di ascolto (e il 23% di share), CentoVetrine ha raggiunto ben presto i 4 milioni di spettatori. Il record assoluto c'è stato il 22 febbraio 2005, dove la soap raggiunse 5.208.000 spettatori, con picchi di 6 milioni.
Il 13 ottobre 2009, l'episodio 2000 ottenne 3.999.000 spettatori, con uno share del 27,33%.
La puntata del decennale della soap del 1 febbraio 2011 registrò 3.962.000 spettatori con il 23,64% di share. 
La soap nelle ultime puntate trasmesse su Canale 5 contava circa tre milioni di telespettatori, con uno share che oscillava tra il 18% e il 21%. Il 15 dicembre 2014, la soap si spostò su Rete 4 nella fascia preserale alle ore 20:05 con il compito di trainare Tempesta d'amore, ma, in seguito ad una serie di ascolti disastrosi (perse un milione e mezzo di telespettatori con circa un 13% di share), venne posticipata in access prime time di mezz'ora, alle 20:35, fino ad arrivare allo slittamento in prima serata, e alla chiusura il 13 marzo 2015.
Nell'estate 2016, con la trasmissione delle ultime puntate al mattino, i telespettatori sono stati circa 400.000 con l'8% di share.

### CentoVetrine in prima serata
Da domenica 22 gennaio 2012, la serie venne trasmessa anche in prima serata con un appuntamento settimanale di 2 ore: si trattava di un'unica serata da 5 puntate consecutive. All'inizio era prevista solo una puntata; considerato l'ascolto di 3.413.000 spettatori del 22 gennaio, pari al 12,93% di share, Canale 5 decise di prolungare la permanenza fino a marzo, nonostante gli ascolti traballanti. 
Le puntate domenicali in prima serata vennero riproposte a partire dal 13 gennaio 2013, per tre settimane consecutive. Il 28 gennaio 2013, la rete decise di sospenderle a causa del basso share, sempre fermo tra il 9 e 10%.
Dal 3 marzo 2015, CentoVetrine andò in onda solo il martedì alle 21:15, in prima serata, ma su Rete 4, riscontrando solamente un milione di telespettatori con il 5% di share.
| Data             | Telespettatori | Share  | Rete Televisiva |
| ---------------- | -------------- | ------ | --------------- |
| 22 gennaio 2012  | 3.413.000      | 12,93% | Canale 5        |
| 29 gennaio 2012  | 3.344.000      | 12,89% | Canale 5        |
| 5 febbraio 2012  | 3.032.000      | 11,34% | Canale 5        |
| 12 febbraio 2012 | 3.055.000      | 11,69% | Canale 5        |
| 19 febbraio 2012 | 2.896.000      | 11,15% | Canale 5        |
| 23 febbraio 2012 | 3.191.000      | 11,45% | Canale 5        |
| 1 marzo 2012     | 2.968.000      | 11,10% | Canale 5        |
| 8 marzo 2012     | 2.677.000      | 10,45% | Canale 5        |
| 15 marzo 2012    | 2.839.000      | 11,05% | Canale 5        |
| 22 marzo 2012    | 3.097.000      | 12,04% | Canale 5        |
| 29 marzo 2012    | 2.879.000      | 10,50% | Canale 5        |
| 13 gennaio 2013  | 2.669.000      | 10,56% | Canale 5        |
| 20 gennaio 2013  | 2.370.000      | 9,08%  | Canale 5        |
| 27 gennaio 2013  | 2.760.000      | 10,26% | Canale 5        |
| 3 marzo 2015     | 1.080.000      | 4,08%  | Rete 4          |
| 10 marzo 2015    | 917.000        | 3,53%  | Rete 4          |

## Riconoscimenti
CentoVetrine, oltre ad aver vinto due Telegatti come miglior soap, è stata più volte premiata indirettamente all'interno del Premio Saint-Vincent per la fiction, durante il quale sono stati assegnati riconoscimenti agli artisti del cast come migliori attori di soap: nel 2002 il premio è stato dato a Roberto Alpi e Serena Bonanno; nel 2003 a Sarah Maestri; nel 2004 a Pietro Genuardi e Daniela Fazzolari; nel 2005 e nel 2006 ad Alessandro Mario; nel 2007 a Marianna De Micheli. Al Roma Fiction Fest del 2008, Danilo Brugia è stato premiato come miglior attore di soap. Il 30 novembre 2013 Andrea Bullano (Yuri Vetel) viene premiato all'EuropeanSoapFanDay come Miglior Attore Italiano-Miglior Soap Italiana.